# Beni Bechir
Beni Bechir est une commune de la wilaya de Skikda en Algérie.